# 吉岡攻
吉岡 攻（よしおか こう、1944年 - ）は、日本のテレビディレクター、写真家、オルタスジャパン相談役兼ディレクター・プロデューサー。弟はノンフィクション作家・日本ペンクラブ前会長の吉岡忍。

## 来歴
長野県佐久市出身。1968年3月、東京写真大学卒業。フリーの写真家として1969年から1972年の復帰まで沖縄県に転居。コザ暴動など、沖縄が日本に復帰するまで激動の4年間を取材する、1971年11月10日に発生した沖縄ゼネスト警察官殺害事件では、現場に居合わせた吉岡は、火炎瓶の炎に包まれ倒れた機動隊員の姿を撮影、そのことを知った琉球警察(当時）は、証拠写真の押収を目的に「殺人及び公務執行妨害」という容疑で自宅に踏み込み、押収したため、沖縄だけではなく本土のマスコミや、メディアで活躍する人たち、日本社会党の国会議員や市民活動家らが『押収は報道の自由を侵すもの』として反対運動を展開。沖縄が復帰した1972年5月15日に沖縄県の屋良朝苗沖縄県知事を相手に「損害賠償請求」の民事訴訟を起こした。3年後、那覇地裁は原告吉岡攻の賠償金額を全額認めたが、県知事名の新聞紙上などへの『謝罪文』請求は却下した。
1971年、写真集『沖縄69-70』で平凡社「太陽賞」の準太陽賞を受賞。1980年、テレビディレクターに転身。1981年から1983年にかけて『11PM』『NNNドキュメント』（日本テレビ）のドキュメンタリーを制作。初作品となった『11PM』放送の「日帝36年・戦後36年」は「JCJ奨励賞」（1982年）受賞他、韓国KBSでも放送されるなど話題作品となった。
1984年からは日本テレビで始まった『久米宏のTVスクランブル』、1986年から1995年までテレビ朝日の『ニュースステーション』開始からディレクターとして関わり、1995年から2004年まではTBS『JNN報道特集』でキャスター・ディレクターを務めながら、「戦後50年特集」「ペルー日本大使館占拠事件」「モスクワオペラ劇場占拠事件」「香港返還」「9.11テロとの戦争」「キューバ･グアンタナモ収容所初取材」など現場取材に何度も足を運んだ。2005年1月、前年に故郷に住居を戻し、北佐久郡望月町・浅科村・南佐久郡臼田町と合併後の佐久市長選挙に出馬表明した（自民党・日本共産党推薦）。しかし、当時の現職であった三浦大助に敗れた。2006年、日本テレビ報道局のディレクター、プロデューサーであった小田昭太郎が設立した番組制作会社オルタスジャパンに参加。NHK の『NHKスペシャル』、NHKBS1放送のドキュメンタリー番組『BS世界のドキュメンタリー』『ドキュメンタリーWAVE』『BS1スペシャル』『ハイビジョン特集』『ETV特集』などで多数のドキュメンタリーを制作。戦後70年となった2015年にはTBS特番『戦場写真が語る沖縄戦』の制作、さらにBSジャパン『聞け！戦場の叫び』の企画・製作に関わる。また、2022年には沖縄復帰50年をテーマにしたディレクター作品「君が見つめたあの日のあとに」（『ETV特集』）がギャラクシー賞月間賞、奨励賞に、同じ年の11月に放送したプロデューサー作品「ブラッドが見つめた戦争」（『ETV特集』）がATP賞テレビグランプリ賞を受賞。また、代表的著書には『沖縄69-70(写真集)』(写真群 1971年）『写真と権力』（共著・1974年）『新韓国事情』（冬樹社1974年）『モヤイ・新島島おこし』（編著・六興出版1990年）『いくさ世･沖縄』（現代書館1997年）『戦争の果て』（東京図書出版会2004年）『微笑と虐待』（講談社　2013年講談社ノンフィクション賞ノミネート）。『21世紀の紛争（全5巻）』（岩崎書店　2011年学校図書館出版賞受賞）『沖縄を知る本』（編著・WAVE出版2014年）『書を捨て、まちに出た高校生たち～復帰51年目の黙示録～』（インパクト出版会2023年）など。現在はオルタスジャパン相談役兼ディレクター･プロデューサー。

## 出演・担当・制作番組
| 期間       | 期間      | 番組名                                              | 役職                               |
| ---------- | --------- | --------------------------------------------------- | ---------------------------------- |
| 1984年     | 1985年3月 | 久米宏のTVスクランブル（日本テレビ）                | ディレクター                       |
| 1986年     | 1995年    | ニュースステーション（テレビ朝日）                  | ディレクター                       |
| 1994年10月 | 2003年9月 | JNN報道特集（TBSテレビ）                            | 不定期でのキャスター兼ディレクター |
| 2000年12月 | 2012年3月 | ハイビジョン特集（BSハイビジョン→NHK BSプレミアム） | 番組制作担当                       |
| 2011年4月  | 2017年3月 | ドキュメンタリーWAVE（NHKBS1）                      | 番組制作担当                       |

## 関連リンク
- 吉岡攻の「そんなことって、あり？」（公式ブログ）